# کای یانشو
کای یانشو (انگلیسی: Cai Yanshu؛ زادهٔ ۱۵ ژوئیهٔ ۱۹۶۴) وزنه‌بردار اهل چین بود. وی در بازی‌های المپیک تابستانی ۱۹۸۸ و ۱۹۹۲ حضور داشته‌است.